# Hanazakari no kimitachi e - Ikemen Paradaisu
Hanazakari no kimitachi e - Ikemen Paradaisu (花ざかりの君たちへ イケメン♂パラダイス?, Hanazakari no kimitachi e - Ikemen Paradaisu), conosciuto anche come Ike-para, è un dorama giapponese prodotto dalla Fuji Television e messo in onda per la prima volta il 3 luglio 2007. È basato sul manga shōjo di Hisaya Nakajo Hana Kimi. I principali attori del drama sono Shun Oguri, Maki Horikita e Tōma Ikuta. Le due sigle di apertura e chiusura sono Peach di Ai Ōtsuka e Ikenai Taiyō degli Orange Range. Il set delle riprese è stata la Ryutsu Keizai University.
È stato trasmesso anche uno speciale TV, nel quale il cast completo ha ripreso i ruoli originali. La storia dello speciale si svolge sei mesi dopo che viene svelato il segreto di Mizuki, ossia che è una ragazza. È quasi il giorno di san Valentino, e Sano e Nakatsu stanno parlando dell'ultima settimana delle loro vacanze estive. Qui si ha un flashback degli episodi 7 e 8, che raccontano le vacanze estive del gruppo.
Le riprese dello sono iniziate il 19 marzo 2008. Il 18 settembre 2008 fu indetta una conferenza stampa per annunciare il completamento dello speciale, sottotitolato Sotsugyoshiki & 7 to 1/2 wa Special (卒業式&7と1/2話スペシャル?).
Un drama tratto dallo stesso manga è stato girato anche a Taiwan.
Nel 2011 una nuova versione, sempre giapponese, in 11 puntate è stata trasmessa da Fuji TV con la partecipazione di, tra gli altri Takumi Saitō (vedi Hanazakari no kimitachi e (2011)).

## Trama
Il drama è basato sul popolare manga dallo stesso titolo di Nakajo Hisaya. Maki Horikita recita nel ruolo della protagonista Ashiya Mizuki; Shun Oguri in quello di Izumi Sano e Tōma Ikuta in quello di Nakatsu.

### Antefatto
Una ragazza giapponese che vive in America un giorno vede, in televisione, una gara di salto in alto alla quale partecipa il giovane atleta Izumi Sano. Da quel momento inizia ad idolatrarlo. Un giorno, mentre si trova ancora negli Stati Uniti, dopo aver lasciato lo stadio in cui era andata per poterlo ammirare, Mizuki viene aggredita da una banda di teppisti; viene salvata provvidenzialmente da Sano ma a costo d'un grave infortunio al piede. Da quel momento smette di saltare. Mizuki, tormentata dal fatto d'esser stata lei la causa indiretta del suo grave incidente e sentendosi in colpa qual unica responsabile, tenta di rintracciarlo. La sua forte determinazione davvero non la farà arrestar di fronte a nulla.

### Storia
Sceglie allora di andare in Giappone per ritrovare il giovane atleta e convincerlo a tornare a saltare. Tuttavia, Izumi frequenta una scuola privata riservata ai soli maschi: unico modo per ovviar ad un tal ostacolo è quindi quello di fingersi un maschio. Quindi Mizuki si traveste da ragazzo in modo da incontrarlo nuovamente; riuscirà così a viver a stretto contatto con una torma di ragazzi post-adolescenti pieni di testosterone.
La serie ha inizio quando Mizuki decide di recarsi in Giappone per tentar di convincer Izumi a riprender ad allenarsi e a partecipare alle gare di salto in alto. Cercherà di far del suo meglio per ridonar la speranza perduta a Izumi, dopo aver sentito che questi a seguito d'un incidente occorsogli rifiuta categoricamente di riprender con l'atletica leggera. Al suo arrivo sceglie immediatamente di far parte del secondo dormitorio, lo stesso di Izumi, divenendo poi (felice casualità) compagna di stanza proprio del ragazzo da lei tanto inseguito.
Determinata a voler veder nuovamente Izumi saltare trova la sua felicità cercando di raggiunger quest'obiettivo. Mizuki ha anche un fratellastro più grande, Shizuki, che ad un certo punto arriva in Giappone con l'intento di riportarla a casa; ma dovrà desister per le insistenze della sorella.

## Personaggi

### Secondo dormitorio
- Maki Horikita (堀北 真希?, Horikita Maki): Mizuki Ashiya (芦屋 瑞稀?, Ashiya Mizuki)

La protagonista femminile ed eroina della serie.
Il ragazzo di cui è innamorata frequenta una scuola riservata ai maschi? Niente di più semplice, basta travestirsi da ragazzo per poter entrar! Si crea appositamente un'identità maschile (falsifica anche i certificati medici) al fine d'iscriversi alla sua stessa scuola, così da poter stargli più vicino. Inizia così ad impersonare uno studente compagno di camerata di Izumi. Impulsiva, diretta ed abbastanza ingenua; amante del divertimento, allegra e sempre ottimista, che si preoccupa profondamente sia per la sua famiglia che per i suoi amici. Purtroppo è proprio a causa del suo cuore gentile (eccessivamente femmineo) il suo segreto rischia continuamente d'esser scoperto. se non fosse per Izumi che cerca di riparar i danni e proteggerla, anche se questo non è affatto facile. La gente continuerà viepiù a dubitar ch'ella sia una ragazza, ma riuscirà comunque a fugar ogni volta tali dubbi. Anche se dal fisico forse non si nota troppo, è purtuttavia abbastanza atletica; può superar in corsa anche il tempo di Nakatsu, considerato il più veloce di tutti.
La sua eccessiva invadenza fa spesso arrabbiare Izumi: in più d'un'occasione affermerà d'esser così determinata nel volerlo riveder in pista che non gli sarebbe minimamente importato se ciò avesse poi causato il suo odio e rancore.
- Shun Oguri (小栗 旬?, Oguri Shun):  Izumi Sano (佐野 泉?, Sano Izumi)

Primogenito d'uno dei migliori olimpionici medaglia d'oro di salto, il padre lo ha formato per essere il migliore. Un ragazzo con ottime qualità atletiche che, però, poco prima d'entrar alle scuole superiori, interrompe gli allenamenti per motivi personali. Quando era giovane, i suoi genitori sono stati coinvolti in un incidente stradale al seguito del quale la madre è morta; fatto questo che, come si può ben immaginare, l'ha colpito profondamente nel suo intimo. È scappato di casa a causa di disaccordi col padre (ma prima della fine si riconcilieranno felicemente). Il suo rendimento scolastico è eccellente in tutte le materie. Viene descritto come molto esigente ed ipersensibile; è un tipo tranquillo che socializza con difficoltà e preferisce starsene da solo a leggere. Da molto tempo nessuno lo vede più sorridere, sembra anzi esser sempre depresso e malinconico. L'unico che può interagir positivamente con lui è Yuujiro, il cane di cui s'è preso la responsabilità, che porta a passeggio e a cui fa la guardia. Non può mangiar o bere alcunché a base d'alcol, ché il solo odore lo fa ubriacar con la conseguenza che inizia a sorridere ed a voler baciar chiunque gli si trovi di fronte, guadagnandosi in tal modo il titolo di "bandito del bacio".
- Tōma Ikuta (生田 斗真?, Ikuta Toma):  Shuichi Nakatsu  (中津 秀一 ?, Nakatsu Shūichi)

È stato lo studente col miglior record di velocità di tutta la scuola, fino a quando non viene surclassato proprio da Mizuki. È abbastanza allegro ed energico e si trova ad andar abbastanza d'accordo con tutti, ma spesso si trova in disaccordo con Izumi proprio a causa del comportamento un po' troppo riservato che l'amico manifesta. Diventa subito un ottimo amico anche di Mizuki, e l'iuta per cercar di convincerlo a tornsr a praticar il salto in alto. Impetuosamente, fin dal primo giorno, innamorato di Mizuki, che continuerà per un bel pezzo a continuar a creder un maschio; ciò provoca ovvii dubbi nei suoi compagni sulle sue preferenze sessuali. Ciò provocherà una gran confusione dentro di sé; cercherà in tutti i modi di sopprimere questa sua presunta omosessualità ripetendosi di continuo "non sono gay, non sono gay, mi piacciono le donne, mi piacciono le donne": in compenso è sicuro che gli piacciono sia i cani che i gatti. Arriverà a convincersi, grazie ad Hokuto, ch'egli è in realtà molto semplicemente attratto dal lato femminile di Mizuki, il quale vien spesso e volentieri fuori esprimendosi con forza. Arriverà a confessar il suo amore, ma non potrà essere ricambiato: quando scopre i reciproci sentimenti esistenti tra Izumi e Mizuki, dà loro la sua benedizione. al fine di protegger la propria amicizia con Izumi e lasciar Mizuki esser felice assieme alla persona che più ama. Una personalità pura e luminosa.
- Hiro Mizushima (水嶋 ヒロ?, Mizushima Hiro): Minami Nanba (難波 南?, Nanba Minami)

È il responsabile del secondo dormitorio,è un donnaiolo ma di buon cuore è un anno più avanti di mizuki e compagni!
- Yūsuke Yamamoto (山本 裕典?, Yamamoto Yūsuke): Taiki Kayashima (萱島 大樹?, Kayashima Taiki)

Una delle personalità più calme del gruppo; riesce a veder l'aura spirituale di qualunque persona si trovi vicino a lui. Ha una notevole abilità nel bowling, con cui ha vinto un torneo quand'era ancora bambino.
- Masaki Okada (岡田 将生?, Okada Masaki): Kyogo Sekime (関目 京悟?, Sekime Kyōgo)

Una personalità più matura della sua età e molto calmo; ha però una grande passione per le donne.
- Ryō Kimura (木村 了?, Kimura Ryō): Senri Nakao (中央 千里?, Nakao Senri)

La sua avvenenza può star alla pari con quella delle più belle ragazze. Gli piace vestirsi in modo femminile, ma è un po' triste e si chiede "perché io ho quest'aspetto, pur non essendo una ragazza?" Il suo è un personaggio goffo ma amichevole a suo modo. È innamorato di Nanba.
- Junpei Mizobata (溝端 淳平?, Mizobata Junpei): Kazuma Saga (嵯峨 和真?, Saga Kazuma)
- Shunji Igarashi (五十嵐 隼士?, Igarashi Shunji): Shinji Noe (野江 伸二?, Noe Shinji)

compagno di stanza di Sekime e amico degli altri è un appassionato di Anime, Manga e soprattutto Cosplay!
- Hiromi Sakimoto (崎本 大海?, Sakimoto Hiromi): Arata Kyobashi (京橋 新?, Kyōbashi Arata)
- Shota Chiyo (千代 将太?, Chiyo Shōta): Taichi Yodoyabashi (淀屋橋 太壱?, Yodoyabashi Taichi)
- Ryo Tajima (田島 亮?, Tajima Ryō): Jo Arashiyama (嵐山 譲?, Arashiyama jō)
- Enoku Shimegi (標 永久?, Shimegi Enoku): Kyoichi Tannowa (淡輪 恭一?, Tannowa Kyōichi)
- Hikaru Okada (岡田 光?, Okada Hikaru): Riku Takaida (高井田 睦?, Takaida Riku)
- Jun Ikeda (池田 純?, Ikeda Jun): Itsuki Kamishinjo (上新庄樹?, Kamishinjō Itsuki)

Il suo hobby è la meditazione.
- Kota Suzuki (鈴木 康太?, Suzuki Kōta): Kanata Uenoshiba (上野芝 奏太?, Uenoshiba Kanata)
- Keisuke Shibasaki (柴崎 佳佑?, Shibasaki Keisuke): Manato Minase (水無瀬 学人?, Minase Manato)

### Primo dormitorio
- Yūma Ishigaki (石垣 佑磨?, Ishigaki Yūma): Megumi Tennōji  (天王寺 恵 ?, Tennōji Megumi)

Un tipo sorprendentemente nervoso. È il responsabile del dormitorio 1.
- Mitsuomi Takahashi (高橋 光臣?, Takahashi Mitsuomi): Mitsuomi Daikokucho (大国町 光臣?, Daikokuchō Mitsuomi)
- Kouhei Takeda (武田 航平?, Takeda Kōhei): Kohei Kitahanada (北花田 航平?, Kitahanada Kōhei)
- Ryohei Suzuki (鈴木 亮平?, Suzuki Ryōhei): Soichiro Akashi (明石 総一郎?, Akashi Sōichirō)
- Yuichi Sato (佐藤 雄一?, Sato Yūichi): Shota Tezukayama (帝塚山 翔太?, Tezukayama Shōta)
- Sosuke Nishiyama (西山 宗佑?, Nishiyama Sōsuke): Soma Shichido (七道 宗磨?, Shichidō Sōma)
- Ryo Hayakawa (早川 諒?, Hayakawa Ryō): Sakyo Gotenyama (御殿山 左京?, Gotenyama Sakyō)
- Tatsuya Hagiwara (萩原 達也?, Hagiwara Tatsuya): Hiroto Ishikiri (石切 寛人?, Ishikiri Hiroto)
- Koji Matsushita (松下 幸司?, Matsushita Kōji): Ren Shojaku (正雀 漣?, Shōjaku Ren)

### Terzo dormitorio
- Nobuo Kyō (姜 暢雄?, Kyō Nobuo): Masao Himejima (姫島 正夫?, Himejima Masao) aka Oscar (オスカー).

È il rappresentante del terzo dormitorio. Molto teatrale, si fa chiamare Oscar e afferma di avere origini tedesche.
- Keisuke Katō (加藤 慶祐?, Katō Keisuke): Hikaru Yao (八尾 光?, Yao Hikaru)
- Toshihiko Watanabe (渡辺 俊彦?, Watanabe Toshihiko): Sho Imamiya (今宮 昇?, Imamiya Shō)
- Yūta Takahashi (高橋 優太?, Takahashi Yūta): Haruki Shijo (四条 春樹?, Shijō Haruki)
- Shoichi Matsuda (松田 祥一?, Matsuda Shōichi): Junnosuke Kuzuha (樟葉 淳之介?, Kuzuha Junnosuke)
- Naoki Miyata (宮田 直樹?, Miyata Naoki): Tsukasa Saiin (西院 司?, Saiin Tsukasa)
- Yasuhisa Furuhara (古原 靖久?, Furuhara Yasuhisa): Taiyo Ogimachi (扇町 太陽?, Ōgimachi Taiyō)
- Naoya Ojima (尾嶋 直哉?, Ojima Naoya): Kohei Kaizuka (貝塚 こうへい?, Kaizuka Kōhei)
- Yuya Nakata (中田 祐矢?, Nakata Yuya): Ken Katabiranotsuji (帷子ノ辻 健?, Katabiranotsuji Ken)
- Yu Kawakami (川上 祐?, Kawakami Yū): Genji Korien (香里園 源治?, Kōrien Genji)

### Scuola superiore Toukyou
- Yū Shirota (城田 優?, Shirota Yū): Makoto Kagurazaka (神楽坂 真言?, Kagurazaka Makoto)

Amico-nemico di Izumi. Cerca spesso di farlo sentir colpevole dei suoi fallimenti (e ci riesce sempre), affermando d'esser di molto migliore a lui. Nei primissimi momenti in cui compare appare molto crudele, ma poi cambia atteggiamento nei confronti di Izumi, quando lui gli vien a rubare il suo "primo bacio". Questo accade perché, come vien spiegato, quando si ritrova ad esser ubriaco Izumi bacia chiunque gli si trovi di fronte senza rendersene minimamente conto e senza poi ricordarsi alcunché da sobrio.
Ha un atteggiamento a volte arrogante, ma quando si apre agli altri divien semplice e bonario. Fraintende ad un certo punto il rapporto tra Izumi e Mizuki fino a convincersi che sono entrambi gay.
- Shunsuke Daitō (大東 俊介?, Daito Shunsuke): Shin Sano (佐野 森?, Sano Shin)

È il fratello minore di Sano, anche lui promessa del salto in alto.

### Scuola superiore St. Blossom
Hibari Hanayashiki e le Hibari 4:
- Mayuko Iwasa (岩佐 真悠子?, Iwasa Mayuko): Hibari Hanayashiki (花屋敷 ひばり?, Hanayashiki Hibari)

Presidentessa del comitato studentesco della St.Blossom, nonché membro del club drammatico. Una personalità orgogliosa e molto raffinata, gli piaccion tutte le cose belle ed è soprannominata allodola e colibrì.
- Mirei Kiritani (桐谷 美玲?, Kiritani Mirei): Kanna Amagasaki (尼崎 カンナ?, Amagasaki Kanna)

Fidanzata di Tennoji.
- Airi Taira (平 愛梨?, Taira Airi): Erica Abeno (阿倍野 エリカ?, Abeno Erika)

Fidanzata di Noe.
- Madoka Matsuda (松田 まどか?, Matsuda Madoka): Jyuri Kishinosato (岸里 樹里?, Kishinosato Jyuri)
- Manami Kurose (黒瀬 真奈美?, Kurose Manami): Komari Imaike (今池こまり?, Imaike Komari)

### Insegnanti
- Seiko Matsuda (松田 聖子?, Matsuda Seiko): Principal Tsubaki (椿 校長?, Tsubaki Kouchyou)
- Takashi Ukaji (宇梶 剛士?, Ukaji Takashi): Head teacher Saruwatari (猿渡 教頭?, Saruwatari kyoutou)

Responsabile del buon funzionamento di tutto l'apparato scolastico.
- Susumu Kobayashi (小林 すすむ?, Kobayashi Susumu): Yoshioka (吉岡?, Yoshioka)
- Takaya Kamikawa (上川 隆也?, Kamikawa Takaya): Hokuto Umeda (梅田 北斗?, Umeda Hokuto)

Medico responsabile dell'infermeria scolastica, è gay. Scoprirà subito il segreto di Mizuki e l'aiuterà nei suoi problemi. Karasuma, una giornalista ossessionata dal personaggio di Izumi, tende a terrorizzarlo nei momenti più imprevisti.

### Altri
- Mahiru Konno (紺野まひる?, Konno Mahiru): Akiha Hara (原 秋葉?, Hara Akiha)

Fotografa molto famosa innamorata di Umeda.
- Yoshinori Okada (岡田 義徳?, Okada Yoshinori): Shizuki Ashiya (芦屋 静稀?, Ashiya Shizuki)

Fratello maggiore di Mizuki, è da sempre una figura estremamente importante per la sorella. Nel manga viene suggerito che la protettività del fratello maggiore (e la sua vita sicura e tranquilla in generale fino a quel momento) abbia contribuito alla sua natura schietta e fiduciosa, così come alla sua incapacità nel nascondere le emozioni. Non gli piacciono i gay.
- Hajime Yamazaki (山崎 一?, Yamazaki Hajime): Takumi Ashiya (芦屋 拓見?, Ashiya Takumi)
- Mariko Tsutsui (筒井 真理子?, Tsutsui Mariko): Eiko Ashiya (芦屋 英子?, Ashiya Eiko)
- Yoko Moriguchi (森口 瑤子?, Moriguchi Yōko): Io Nanba (難波 伊緒?, Nanba Io)

È la madre di Nanba, nonché sorella maggiore di Umeda. Umeda scappa quando c'è lei perché è piuttosto cattiva, scoprirà il segreto di Mizuki e l'aiuterà. Nonostante la sua età, il suo hobby preferito è quello di vestirsi come un'adolescente.
- Natsuki Harada (原田 夏希?, Harada Natsuki): Kanao Tanabe (田辺 可南子?, Tanabe Kanako)
- Tetta Sugimoto (杉本 哲太?, Sugimoto Tetta): Takehiko Sano (佐野 岳彦?, Sano Takehiko)

## Episodi
| Episodio | Data di trasmissione | Titolo dell'episodio                        | Percentuale di ascolti |
| -------- | -------------------- | ------------------------------------------- | ---------------------- |
| 1        | 3 luglio 2007        | Entrando nel vietato dormitorio dei ragazzi | 15.9%                  |
| 2        | 10 luglio 2007       | Bacio sbagliato                             | 16.8%                  |
| 3        | 17 luglio 2007       | Bizzarro fratello maggiore                  | 16.5%                  |
| 4        | 24 luglio 2007       | Stanza pericolosa da tre persone            | 16.6%                  |
| 5        | 31 luglio 2007       | Storia costiera senza speranza              | 15.3%                  |
| 6        | 7 agosto 2007        | L'inizio di un amore tormentato             | 14.7%                  |
| 7        | 14 agosto 2007       | All'improvviso nel letto                    | 14.7%                  |
| 8        | 21 agosto 2007       | Mi piace Mizuki                             | 17.5%                  |
| 9        | 28 agosto 2007       | Scoperta!                                   | 18.2%                  |
| 10       | 4 settembre 2007     | Dipendi da me                               | 17.8%                  |
| 11       | 11 settembre 2007    | Salterò per te                              | 19.5%                  |
| Ultimo   | 18 settembre 2007    | Noi ti proteggeremo                         | 21.0%                  |

Share di ascolti medio di 17.04%. Il maggior numero di ascolti è stato registrato il 18 settembre 2007 alle 22:11, con una percentuale del 23.1% (nella regione di Kantō).

## Differenze tra la serie e il manga
Ci sono diverse differenze tra il manga e il drama. La trama del drama è completamente differente da quella del manga, sebbene i concetti e i personaggi siano gli stessi. Per esempio, nel manga Sano si infortuna tentando di salvare una sua amica d'infanzia da un incidente stradale, mentre nel drama è Mizuki che deve essere salvata da una banda di malviventi. Talvolta anche il sesso dei personaggi differisce, tra il manga e il drama. Akiha dovrebbe essere un uomo, mentre nel drama è una donna. Nel manga Sano scopre che Mizuki è una ragazza perché accidentalmente le sfiora il seno, mentre nel drama viene a sapere del suo travestimento quando la sente parlare con suo fratello in visita dagli Stati Uniti.

## Musica

### Colonna sonora
1. IKEMEN Boogie
2. Men of Paradise
3. St.BLOSSOM
4. Go to School!
5. HA.NA.ZA Carnival
6. Save Me
7. Early Summer
8. IKE-MEN 2007
9. I can't tell you why
10. Boyz be ambitious!
11. Beautiful Enough
12. Into a Nap
13. Be Silent
14. OSAKA♂Boyz
15. IKEMEN Boogie Nights
16. I am Lady
17. I can't tell you why (a più riprese)
18. Emergency
19. Sand Time
20. Is This Spiritual
21. Trap Happy
22. PEACH (IKEMEN☆versione strumentale)

### Canzoni di supplemento
- My Love - Kawashima Ai[3]
- Boom boom boom - Go Hiromi (non presente nella trasmissione della serie sulla TVB)
- Paradise Ginga - Hikaru Genji
- Tomaranai Ha~Ha - Yazawa Eikichi
- Girlfriend - Avril Lavigne (Sakuranbo [さくらんぼ] di Ai Ōtsuka è stata utilizzata come alternativa nella trasmissione della serie sulla TVB)

## Trasmissioni internazionali

### Filippine
- Data trasmissione: dal 24 marzo 2008 al 25 aprile 2008
- Rete televisiva: GMA network[4]
- Sigla: PEACH - Ai Ōtsuka

### Hong Kong
- Data trasmissione: dal 4 maggio 2008 al 27 luglio 2008
- Rete televisiva: TVB Jade

### Cina continentale
- Data trasmissione: dal 16 gennaio 2009 al 26 gennaio 2009
- Rete televisiva: Xing Kong[5]